# Epístolas da Prisão
Epístolas da Prisão é como são conhecidas as quatro cartas do Novo Testamento da Bíblia, escritas pelo apóstolo Paulo, quando se encontrava em cárcere em meados  do século primeiro em Roma.
As quatro cartas que formam a Epístolas da Prisão são:
- Efésios
- Filipenses
- Colossenses
- Filémon